# Луома, Яакко
Яакко Арттури Луома (фин. Jaakko Artturi Luoma; 9 июля 1897, США — 12 марта 1940, Юма, Карелия) — финский легкоатлет, выступавший в беге на средние дистанции. Участник летних Олимпийских игр 1924 года.

## Биография
Яакко Луома родился 9 июля 1897 года в США.
Выступал в легкоатлетических соревнованиях за «Алахярмян Киса».
В 1924 году вошёл в состав сборной Финляндии на летних Олимпийских играх в Париже. В беге на 1500 метров занял в полуфинале 2-е место, показав результат 4 минуты 14,8 секунды, в финале — 12-е место с результатом 4.03,9, уступив 10,3 секунды завоевавшему золото с олимпийским рекордом Пааво Нурми из Финляндии. Также был заявлен в беге на 800 метров, но не вышел на старт.
Участвовал в советско-финляндской войне.
Убит 12 марта 1940 года в бою в деревне Юма Кемского района Карельской АССР (сейчас затоплена).

## Личный рекорд
- Бег на 1500 метров — 4.01,6 (19 июня 1924, Хельсинки)[1]